# 不時着 (映画)
『不時着』（ふじちゃく、Fate Is the Hunter）は、1964年に公開されたアメリカ合衆国のミステリー映画。原作はアーネスト・K・ガン、監督はラルフ・ネルソン。出演はグレン・フォードやナンシー・クワンなど。撮影のミルトン・クラスナーはこの映画で1964年のアカデミー撮影賞にノミネートされた。 

## あらすじ
ロサンゼルス発シアトル行きのコンソリデーテッド航空22便は、左右エンジン不調のためビーチに不時着するが桟橋に激突、爆発炎上し客室乗務員のマーサ（スザンヌ・プレシェット）を除く53人の乗客と乗組員全員が死亡する。
事故原因の調査に当たった航空会社の運航管理部長マクベイン（グレン・フォード）は、右エンジンの故障はカモメを吸い込んだためと発見するが、左エンジン故障の原因はわからない。マクベインはかつての戦友であり、恩人でもある機長サベージ（ロッド・テイラー）の身辺を調べるが原因はつかめない。
やがて査問会が開かれ、科学的実証のため実際に飛行機を使用した再現実験が行われることになった。マクベインは自ら操縦桿を握り、マーサは墜落のショックを乗り越え同乗する。そして左エンジンは故障しておらず、コーヒーがこぼれ電線がショートしたため誤った警報が発せられたことが判明する。

## キャスト
※括弧内は日本語吹替（初回放送1971年7月25日『日曜洋画劇場』）
- サム・マクベイン部長：グレン・フォード（木村幌）
- ジャック・サベージ機長：ロッド・テイラー（羽佐間道夫）
- マーサ・ウェブスター：スザンヌ・プレシェット（武藤礼子）
- サリー・フレイザー：ナンシー・クワン
- ジェーン・ラッセル：ジェーン・ラッセル - 本人役（渡辺典子）
- ペグ・バーク：コンスタンス・タワーズ
- ベン・ソーヤー：ネヘミア・パーソフ
- ラルフ・バンディ：ウォーリー・コックス
- ミッキー・ドゥーラン：マーク・スティーブンス
- リサ・ボンド：ドロシー・マローン - クレジットなし

## スタッフ
- 監督：ラルフ・ネルソン
- 製作：アーロン・ローゼンバーグ
- 原作：アーネスト・K・ガン
- 脚本：ハロルド・メドフォード
- 撮影：ミルトン・クラスナー
- 特殊効果：L・B・アボット
- 音楽：ジェリー・ゴールドスミス